# Omar Alberto Sánchez Cubillos
Omar Alberto Sánchez Cubillos (ur. 20 września 1963 w Cogua) – kolumbijski duchowny rzymskokatolicki, dominikanin, w latach 2011–2020 biskup Tibú, arcybiskup metropolita Popayán od 2020.

## Życiorys

### Prezbiterat
Święcenia kapłańskie przyjął 17 lutego 1990 w zakonie dominikanów. Był m.in. przeorem kilku zakonnych konwentów, radnym prowincjalnym oraz rektorem sanktuarium w Chiquinquirá.

### Episkopat
8 czerwca 2011 roku papież Benedykt XVI mianował go biskupem diecezjalnym Tibú. Sakry biskupiej udzielił mu 8 sierpnia 2011 arcybiskup Jorge Leonardo Gómez Serna. 12 października 2020 roku papież Franciszek przeniósł go na urząd arcybiskupa metropolity Popayán. Ingres do katedry odbył 12 grudnia 2020.